# Deutsche Meisterschaften in der Nordischen Kombination 2011

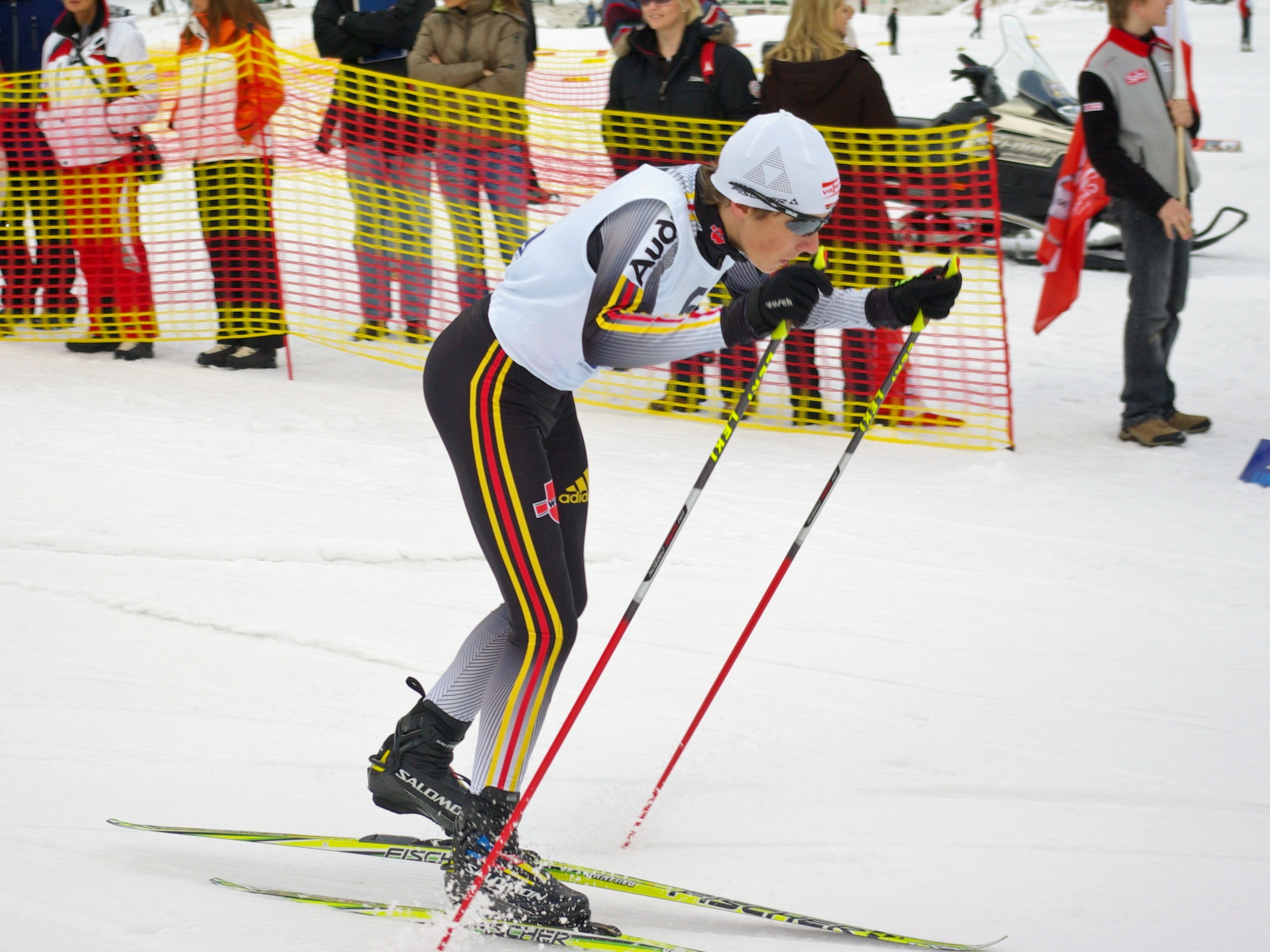
Deutscher Meister 2011 – Johannes Rydzek

Die Deutschen Meisterschaften in der Nordischen Kombination 2011 fanden am 7. und 8. Oktober 2011 in Hinterzarten statt. Die Meisterschaften wurden im Einzel von der Normalschanze (die Rothausschanze) und über 10 km ausgerichtet. Dabei wurden die Altersklassen Senioren und Junioren gemischt ausgetragen.

## Ergebnis

### Einzel
| Platz | Sportler            |
| ----- | ------------------- |
| 1     | Johannes Rydzek     |
| 2     | Fabian Rießle       |
| 3     | Andreas Günter      |
| 4     | Janis Morweiser     |
| 5     | Christian Beetz     |
| 6     | Michael Dünkel      |
| 7     | Eric Frenzel        |
| 8     | Manuel Faißt        |
| 9     | Mark Schlott        |
| 10    | Christian Arlt      |
| 11    | Thomas Faller       |
| 12    | Johannes Wasel      |
| 13    | David Welde         |
| 14    | Ruben Welde         |
| 15    | Benjamin Pfeiffer   |
| 16    | Tobias Simon        |
| 17    | Tobias Haug         |
| 18    | Stephan Bätz        |
| 19    | Michael Schuller    |
| 20    | Markus Sommerhalter |
| 21    | Markus Förster      |
| 22    | Tom Lubitz          |
| 23    | Johannes Firn       |
| 24    | Paul Hanf           |
| 25    | Mirko Leber         |
| 26    | Phillip Wagner      |
| 27    | Lukas Feix          |
| 28    | Philipp Steinhausen |
| 29    | Dominik Schwaar     |
| 30    | Petrick Hammann     |
| 31    | Maik Hanzlik        |
| 32    | Jan-Pascal Glock    |
| 33    | Terence Weber       |
| 34    | Paul Ortlepp        |
| 35    | Sebastian Welle     |
| 36    | Sebastian Noack     |
| 37    | Torben Hirsch       |
| 38    | Philipp Burchartz   |

### Teamsprint
| Platz | Sportler                        |
| ----- | ------------------------------- |
| 1     | Johannes Wasel Andreas Günter   |
| 2     | Manuel Faißt Fabian Rießle      |
| 3     | Wolfgang Bösl Johannes Rydzek   |
| 4     | Ruben Welde Björn Kircheisen    |
| 5     | Mark Schlotz Michael Dünkel     |
| 6     | David Welde Christian Arlt      |
| 7     | Tom Beetz Christian Beetz       |
| 8     | Michael Schuller Markus Förster |
| 9     | Tobias Haug Thomas Faller       |
| 10    | Philipp Blaurock Stephan Bätz   |

### Junioren
| Platz | Sportler            |
| ----- | ------------------- |
| 1     | Manuel Faißt        |
| 2     | Christian Arlt      |
| 3     | David Welde         |
| 4     | Tobias Simon        |
| 5     | Tobias Haug         |
| 6     | Stephan Bätz        |
| 7     | Michael Schuller    |
| 8     | Markus Sommerhalter |
| 9     | Tom Lubitz          |
| 10    | Paul Hanf           |